# Erdal Kılıçaslan
Erdal Kılıçaslan (* 23. August 1984 in München) ist ein ehemaliger deutschtürkischer Fußballspieler, der seit zuletzt beim SV Türkgücü-Ataspor München in der sechstklassigen Landesliga Bayern in der Staffel Südost aktiv gewesen ist.

## Karriere

### Vereine

#### FC Bayern München
Von dem Jugendverein TSV Waldtrudering wechselte Erdal Kılıçaslan in die Jugendabteilung des FC Bayern München und gewann dort 2001 die B-Jugendmeisterschaft und 2002 die A-Jugendmeisterschaft jeweils an der Seite von Bastian Schweinsteiger. In beiden Finalspielen gelangen ihm Tore. Ab der Saison 2003/04 gehörte er dem Kader der Amateurmannschaft an, für die er 67 Spiele in der Regionalliga Süd bestritt und mit neun Saisontoren half, die Meisterschaft zu gewinnen.

#### Gaziantepspor
Zur Saison 2005/2006 wechselte Kılıçaslan zum türkischen Erstligisten Gaziantepspor, der ihn im Januar 2006 für ein halbes Jahr an den Zweitligisten Gaziantep Büyükşehir Belediyespor auslieh. In dieser Zeit absolvierte er 16 Ligaspiele und erzielte neun Tore. Nach Rückkehr nach Gaziantep spielte er in der verbleibenden Saison 18 Mal und erzielte zwei Tore. In der Folgesaison, 2007/08, wurde er in 30 Ligaspielen eingesetzt, in denen er sich dreimal als Torschütze auszeichnen konnte.

#### Konyaspor
Zur Saison 2008/09 wechselte Erdal Kılıçaslan zum Ligakonkurrenten Konyaspor, für den er in der ersten Saison 18 Spiele absolvierte und zwei Tore erzielte, dabei aber den Abstieg des Vereins nicht verhindern konnte. Nach geglücktem direkten Wiederaufstieg, zu dem er in 34 Ligaspielen und sechs Toren beitrug, absolvierte er 10 Erstligaspiele ohne Torerfolg. Daraufhin wechselte er innerhalb der Liga und nach Abschluss der Hinrundenserie zum Ligakonkurrenten nach Ankara.

#### Gençlerbirliği Ankara
Mit Spielberechtigung ab Januar 2011 kam Kılıçaslan bei Gençlerbirliği Ankara in zwei Spielzeiten in 12 Ligaspielen zum Einsatz und erzielte ein Tor. Sein Debüt gab er am 22. Januar 2011 (18. Spieltag) bei der 0:1-Niederlage im Heimspiel gegen Eskişehirspor; sein einziges Tor (in der Folgesaison) erzielte er am 6. November 2011 (10. Spieltag) beim 4:2-Sieg im Heimspiel gegen Beşiktaş Istanbul mit dem Treffer zum Endstand in der 90. Minute.

#### Mersin İdman Yurdu
Zur Saison 2011/12 schloss er sich dem Aufsteiger Mersin İdman Yurdu an, kam allerdings in zwei Spielzeiten nur neunmal zum Einsatz bei einem Torerfolg. Sein Debüt gab er am 20. Januar 2012 (21. Spieltag) bei der 0:1-Niederlage im Auswärtsspiel gegen Gaziantepspor; sein einziges Tor erzielte er am 2. Februar 2012 (24. Spieltag) im Auswärtsspiel gegen Beşiktaş Istanbul mit dem 1:0-Siegtreffer in der 43. Minute.

#### Torku Konyaspor
Zur Saison 2012/13 wurde er von seinem Verein Mersin İdman Yurdu an den Zweitligisten Torku Konyaspor im Gegenzug für den Wechsel von Marcin Robak abgegeben. Sein Debüt gab er am 2. September 2012 (2. Spieltag) bei der 0:3-Niederlage im Auswärtsspiel gegen den Aufsteiger 1461 Trabzon, sein erstes Tor gelang ihm am 22. September 2012 (4. Spieltag) beim 2:1-Sieg im Auswärtsspiel gegen Adana Demirspor mit dem Treffer zum 1:0 in der neunten Minute. Über die Relegation, in der er in drei Spielen mitwirkte, schaffte er mit dem von Uğur Tütüneker trainierten Verein 2013 den Aufstieg in die Süper Lig. 

#### Osmanlıspor FK
Zur Saison 2014/15 wechselte Kılıçaslan zum Zweitligisten Osmanlıspor FK, für den er am 20. September 2014 (3. Spieltag) beim 3:1-Sieg im Heimspiel gegen den Karşıyaka SK debütierte und mit dem Treffer zum zwischenzeitlichen 3:0 in der 89. Minute auch sein erstes Ligator für den Verein erzielte. Sein letztes Punktspiel bestritt er am 22. April 2017 (28. Spieltag) beim 1:0-Sieg im Auswärtsspiel gegen Alanyaspor mit Einwechslung zur zweiten Halbzeit.

#### SV Türkgücü-Ataspor München
Danach kehrte er nach Deutschland zurück und schloss sich zur Saison 2017/18 dem SV Türkgücü-Ataspor München in der sechstklassigen Landesliga Bayern an. Nach 13 Punktspielen beendete er am 30. November 2017 seine aktive Fußballerkarriere.

### Nationalmannschaft
Erdal Kılıçaslan bestritt für den DFB in den Altersklassen U-15 bis U-20 insgesamt 64 Junioren-Länderspiele und erzielte dabei 41 Tore. Mit dieser Statistik ist er Rekordtorschütze des DFB in den Junioren-Mannschaften.

## Erfolge
- FC Bayern München
  - Zweiter der B-Juniorenmeisterschaft 2000
  - Deutscher B-Juniorenmeister 2001
  - Deutscher A-Juniorenmeister 2002
  - Meister der Regionalliga Süd 2004

- Konyaspor
  - Playoff-Sieger der TFF 1. Lig und Aufstieg in die Süper Lig: 2012/13
  - TSYD-Ankara-Pokalsieger: 2013